# Liiva (Võru)
Liiva is een plaats in de Estlandse gemeente Võru vald, provincie Võrumaa. De plaats heeft de status van dorp (Estisch: küla) en heeft 48 inwoners (2021).
Tot in oktober 2017 hoorde Liiva bij de gemeente Sõmerpalu. In die maand werd Sõmerpalu bij de gemeente Võru vald gevoegd.
Ten noorden van Liiva ligt het meer Lõõdla järv (98,7 ha), dat een beschermd natuurgebied is.

## Geschiedenis
Liiva werd in 1721 voor het eerst genoemd onder de naam Liwa Johan, een boerderij in de plaats Suur-Majala op het landgoed van Vaabina. Suur-Majala verdween na 1920, terwijl Liiva sinds 1922 juist als dorp stond geregistreerd. In 1977 werden de buurdorpen Liiva, Liapi, Hansi, Kööri, Haava en Haidaku samengevoegd tot één dorp Haidaku. In 1997 werden Liiva, Haava en Haidaku weer zelfstandige dorpen. Liapi, Hansi en Kööri kwamen niet terug en bleven onder Liiva vallen.